# Cristian Flores
Cristian Flores Íñiguez (ur. 30 kwietnia 1988 w Guadalajarze) – meksykański piłkarz występujący na pozycji bramkarza, trener piłkarski, od 2025 roku prowadzi salwadorski FAS.

## Kariera klubowa
Flores urodził się w Guadalajarze i jest wychowankiem tamtejszego Atlasu. W latach 2007–2009 występował w rezerwach innego zespołu z tego samego miasta, Tecos UAG. W lipcu 2009 został piłkarzem drugoligowca Guerreros, natomiast na początku 2010 roku zasilił drużynę Jaguares de Chiapas z siedzibą w Tuxtla Gutiérrez. Nie zdołał jednak zadebiutować w Primera División, będąc po Jorge Villalpando, Fabiánie Villaseñorze i Gerardo Ruízie dopiero czwartym bramkarzem Jaguarów. W styczniu 2011 Flores przeszedł do drugoligowego C.F. La Piedad.

## Kariera reprezentacyjna

### Reprezentacje juniorskie
Flores został powołany przez Jesúsa Ramíreza na MŚ U–17 w 2005 roku. Meksyk wywalczył wówczas tytuł mistrzowski, jednak młody golkiper Atlasu nie rozegrał ani jednego spotkania, będąc rezerwowym dla Sergio Ariasa.

## Życie prywatne
Cristian jest synem Efraína Floresa, trenera m.in. C.D. Guadalajara i reprezentacji Meksyku.